# Le Gigolo
Pour les articles homonymes, voir Gigolo.
Pour plus de détails, voir Fiche technique et Distribution.
Le Gigolo est un film français réalisé par Jacques Deray, sorti en 1960.

## Synopsis
Agathe (Alida Valli), richissime veuve quadragénaire, tombe amoureuse du séduisant docteur Dampier (Jean Chevrier). Elle veut alors mettre un terme à son ancienne relation avec son jeune amant Jacky (Jean-Claude Brialy). Ce dernier, qu’elle a vexé en le traitant de « gigolo » dans un mouvement d’humeur, n’est pas prêt à lâcher prise…

## Fiche technique
- Titre : Le Gigolo
- Réalisateur : Jacques Deray
- Scénario : Jacques Deray, Françoise Mallet-Joris et Jacques Robert d’après son roman Le Gigolo (Éditions Julliard, 1959)
- Musique : Jean Yatove
- Directeur de la photographie : Roger Dormoy
- Ingénieur du son : Antoine Archimbaud
- Décorateur : Robert Bouladoux
- Monteur : Paul Cayatte
- Producteur : Lucien Viard
- Directeur de production : Paul Joly
- Société de production : Orex Films (France)
- Distributeur d'origine : Pathé Distribution (France)
- Affiche : Yves Thos
- Pays de production:  France
- Format : Noir et blanc — 35 mm — 1,37:1 — Son : Mono
- Genre : Film dramatique
- Durée : 95 minutes (1 h 35)
- Date de sortie : 
  - France : 19 octobre 1960

## Distribution
| - Alida Valli : Agathe - Jean-Claude Brialy : Jacky - Jean Chevrier : le docteur Dampier - Valérie Lagrange : Gillou - Philippe Nicaud : Édouard - Julien Bertheau : le commissaire - Paul Mercey : l'adjoint du commissaire | - Sacha Briquet : l’homme au bar - Jean Degrave : Bligny - Albert Michel : le poissonnier - Rosy Varte : Marilyn - Jeanne Pérez : Marthe - Sophie Grimaldi : Colette - Colette Régis : l’infirmière-chef |

## À noter
- Le tournage s'est fait en partie en Savoie, au bord du lac du Bourget[réf. nécessaire].